# Norra tornen
Les Norra tornen (en français : Tours du Nord) sont deux tours résidentielles, la tour Est ou Innovationen et la tour Ouest ou Brf Helix, situées dans le quartier de Vasastaden à Stockholm en Suède.

## Description
Norra tornen sont deux gratte-ciel situés dans les îlots urbains Helix et Innovationen autour de la place Torsplan et le long de la rue Norra Stationsgatan, dans la partie nord-ouest de Vasastaden. 
Les tours jumelles ont été conçues par l'Office for Metropolitan Architecture basé à Rotterdam,.
Inaugurée en 2018, la tour Est mesure 125 mètres de hauteur et compte 36 étages. La tour Ouest, inaugurée en 2020, mesure 110 mètres de haut et compte 33 étages.
Le complexe comprend 300 logements et des magasins au rez-de-chaussée.
La première pierre a été posée à l'automne 2015,.

## Galerie

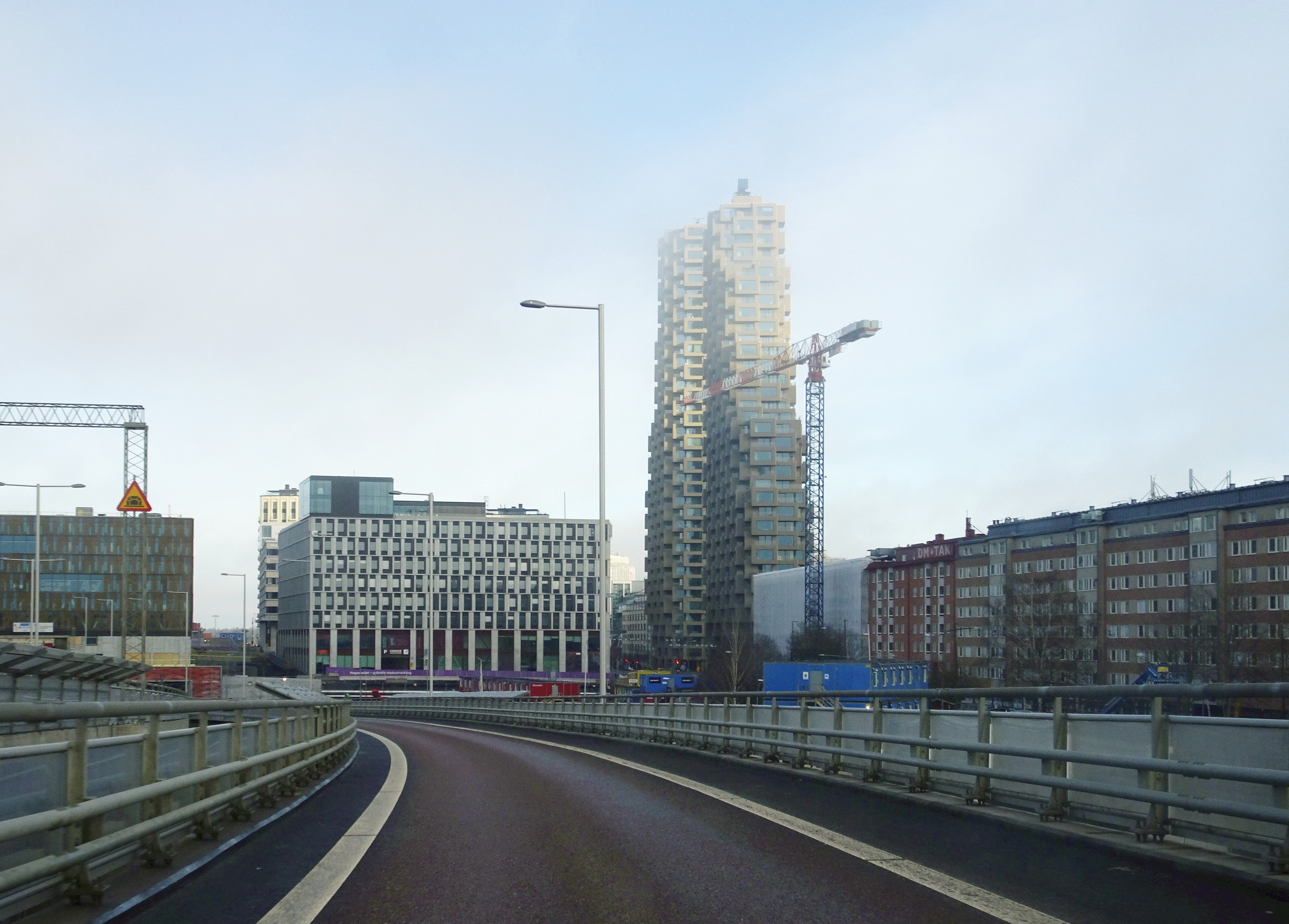
Les tours vues de Norra länken.
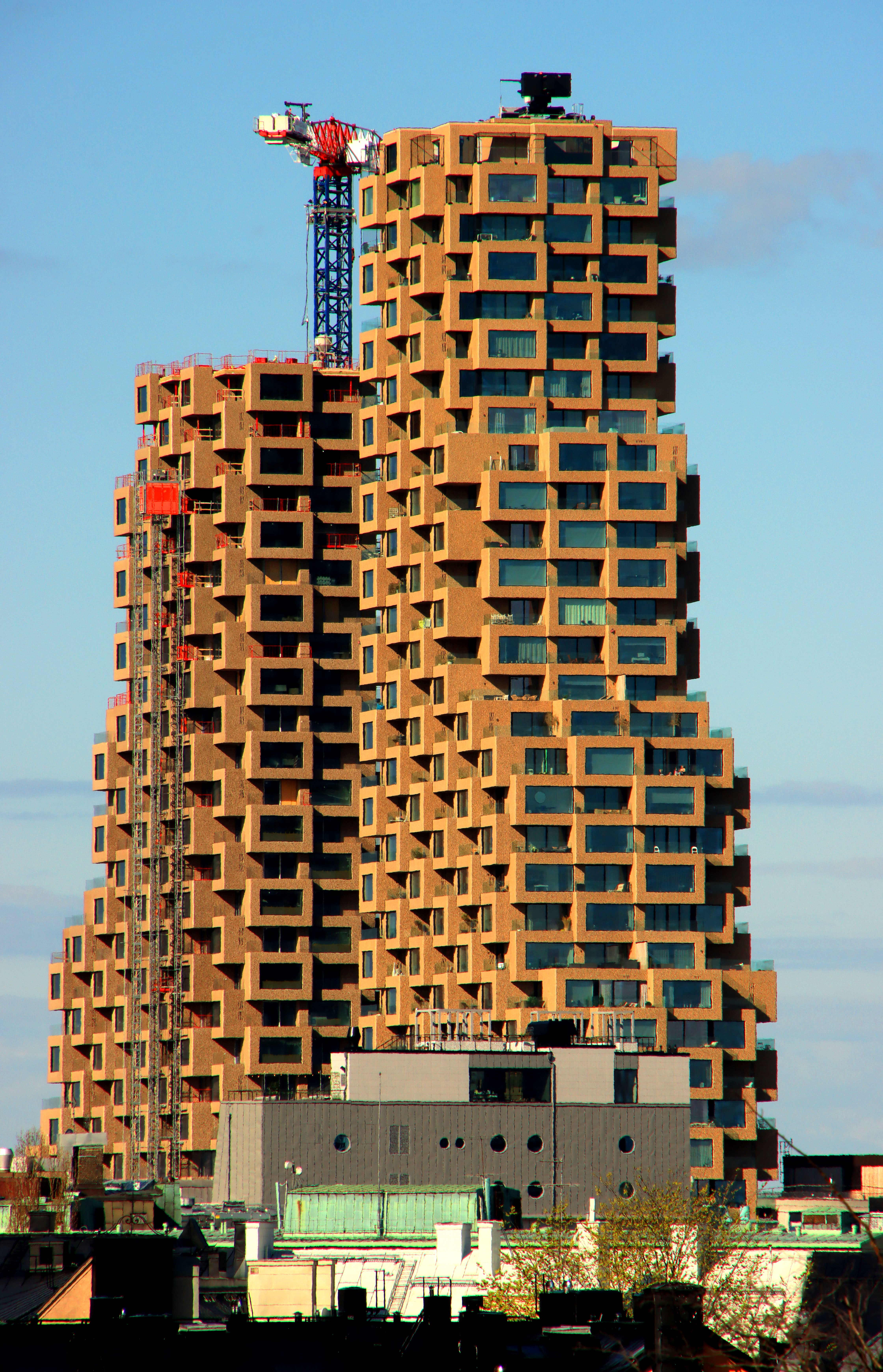
Les tours.
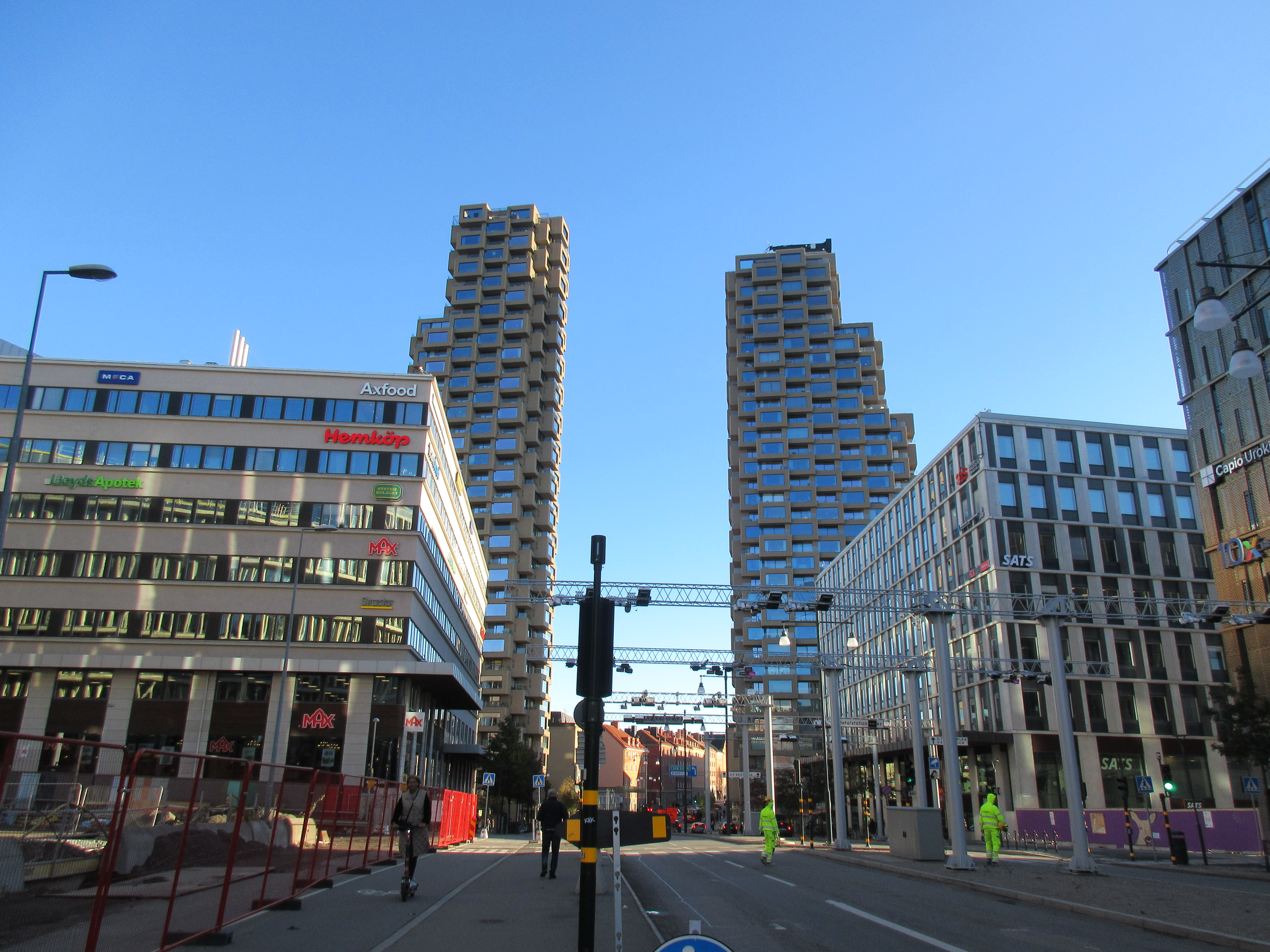
Les tours Est à gauche et ouest à droite.
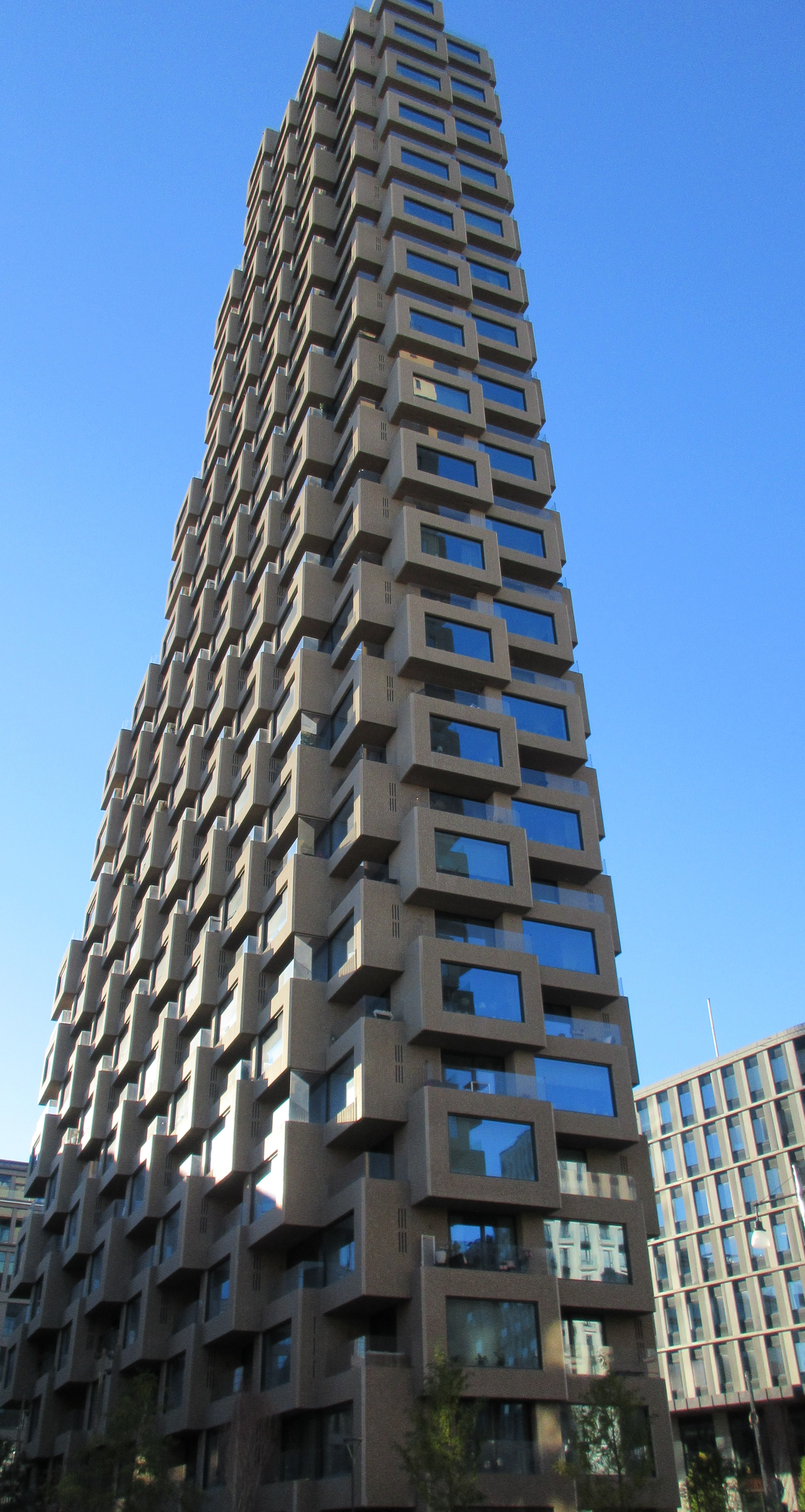
Tour Ouest.
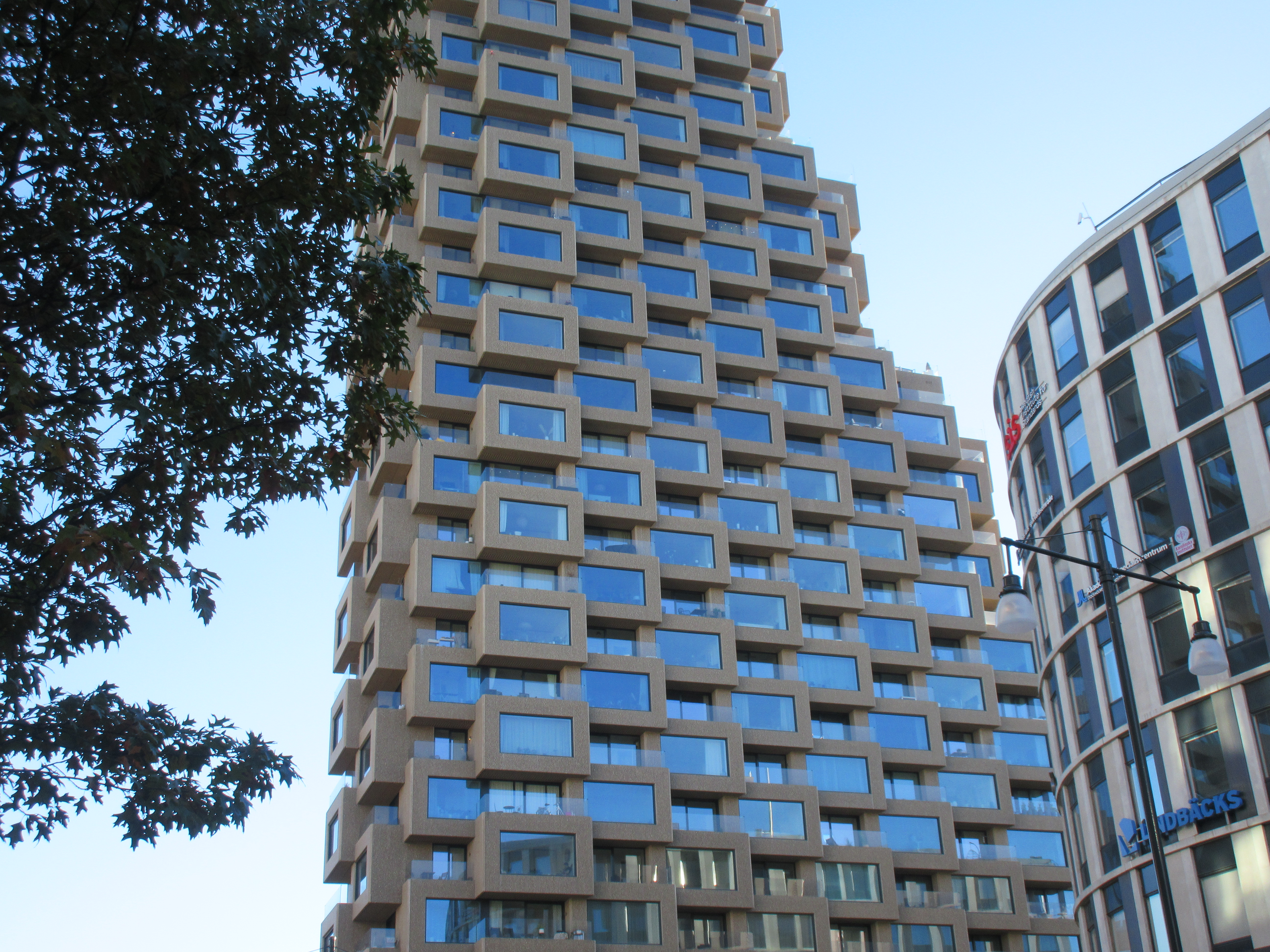
Tour Ouest.
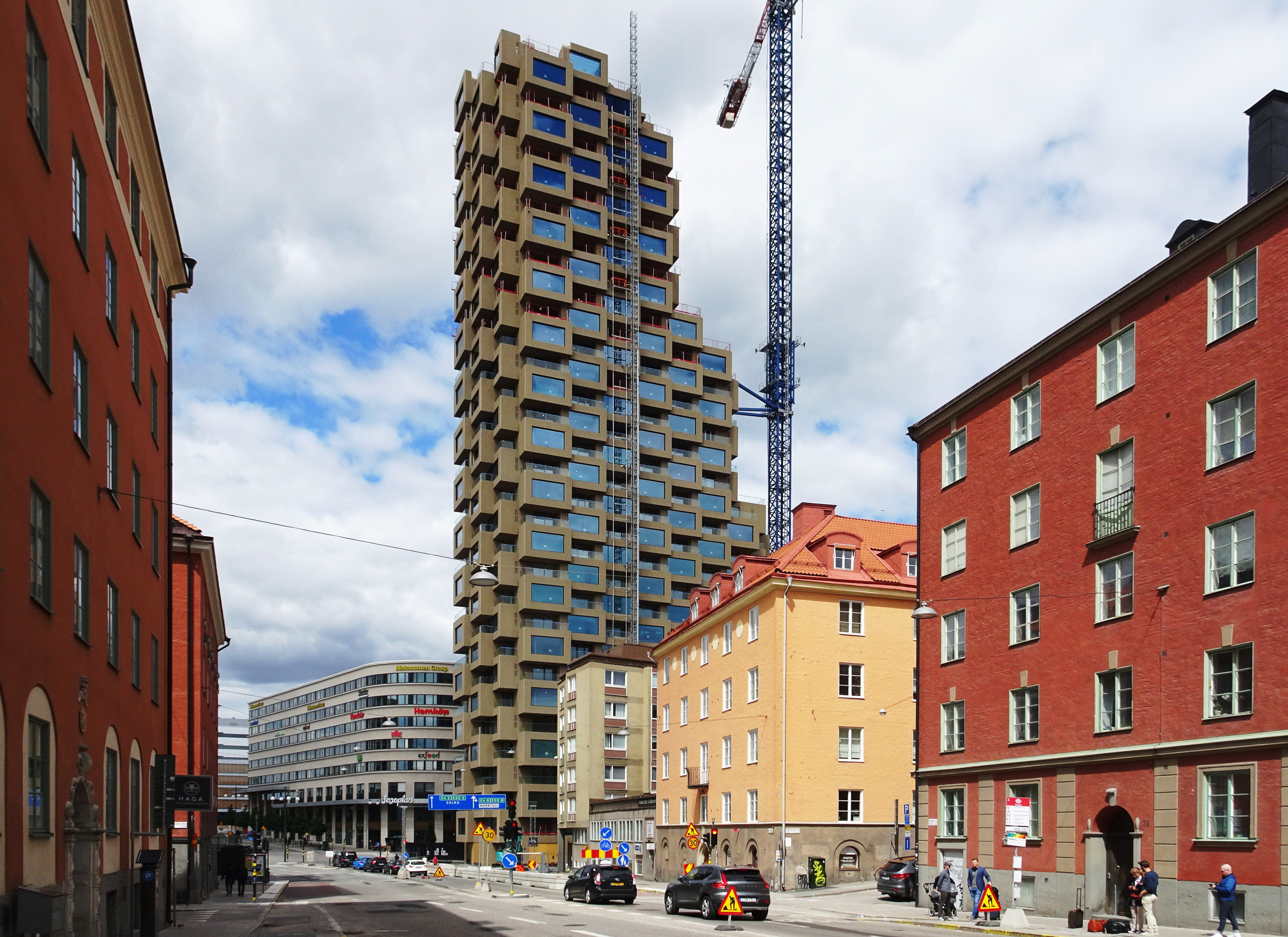
Tour Est.